# 龙化州
龙化州，兴国军，辽朝时设置的州。
龙化州故址在今内蒙古西拉木伦河以南敖汉旗。本汉朝北安平县。契丹始祖奇首可汗在此，辽朝称龙庭。辽太祖阿保机於此建东楼。唐昭宗天复二年（902年），阿保机为迭烈部夷离，迁代北民在此建城居，在潢水之南，始建开焦寺。第二年，伐女直，俘数百户充实。904年，增修东城，非常壮丽。916年，太祖在城东金铃冈受尊号大圣大明天皇帝，建元神册。天显元年（926年），阿保机在东楼去世。辽太宗升兴国军节度州。隶彰愍宫，兵事属北路女直兵马司。下辖一刺史州，统县龙化县。金朝废除，元朝在此设宁昌路。